# 马卡勒

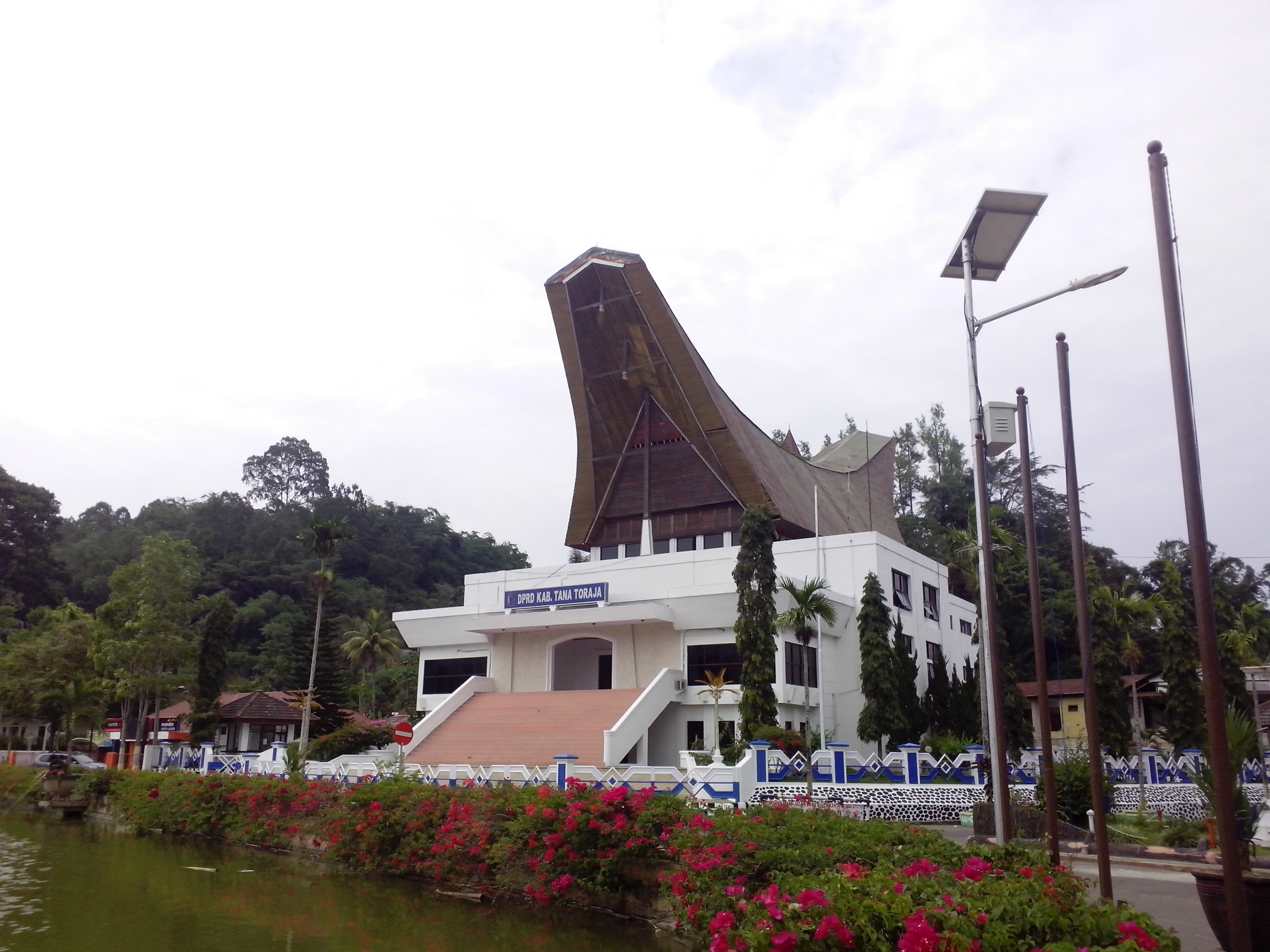
位于马卡勒的塔纳托拉查县众议院

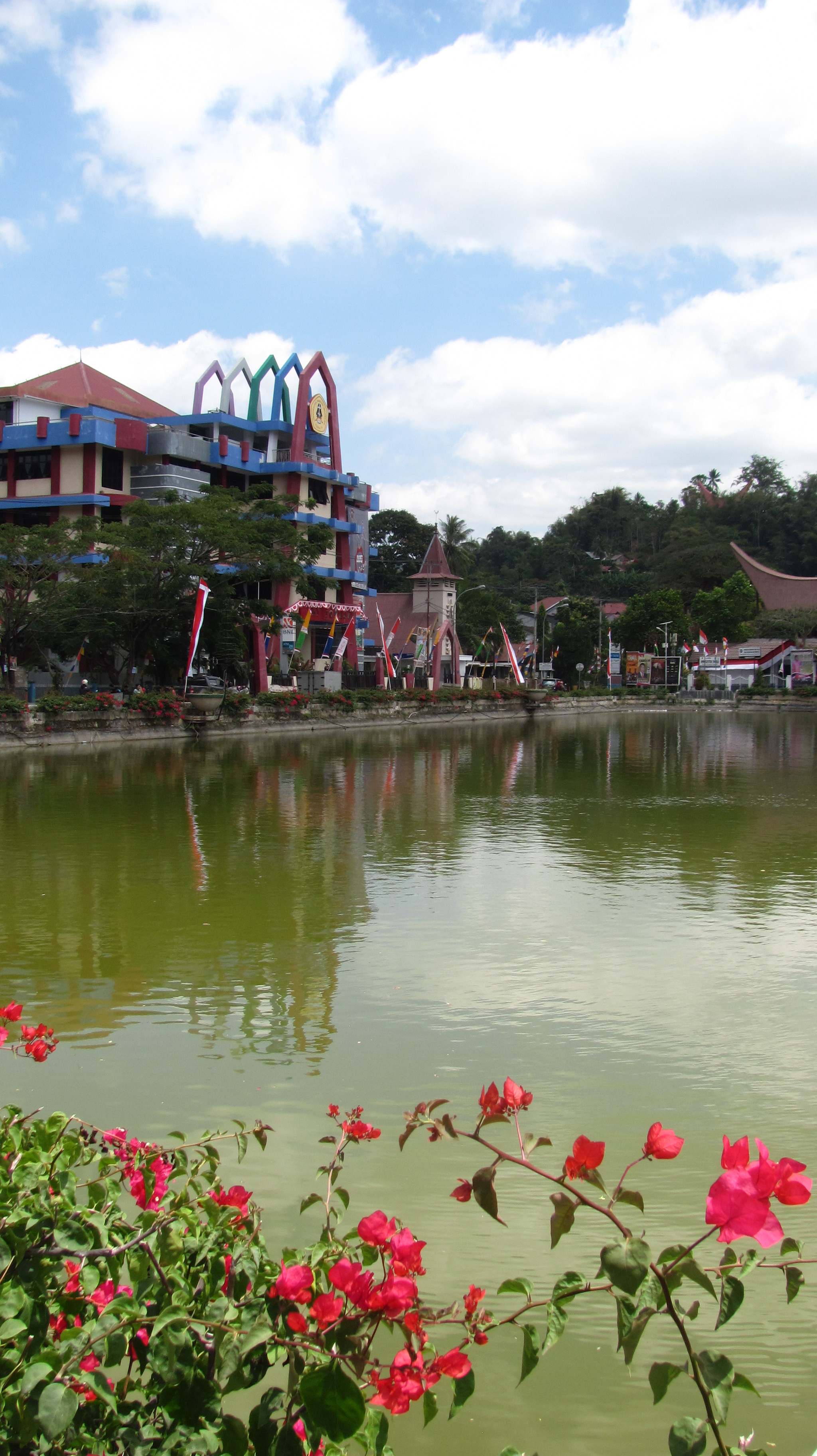
城镇中的马卡勒湖（Danau Makale）

马卡勒（Makale）是印度尼西亚南苏拉威西省的一个城镇，是塔纳托拉查县的县治所在，是一个因托拉查人文化而闻名的小镇。2010年普查，马卡勒区（印尼语：Kecamatan Makale）共有33,631人。马卡勒曾是周围居民商业交易的地方，现在成为了塔纳托拉查地区最大的城镇，城镇有6天一轮回的市场，已成为马卡勒的主要看点。从望加锡乘车约8小时抵达马卡勒，城镇西北的庞蒂库机场服务于马卡勒和邻县北托拉查的主要城镇兰特包。

## 资料来源
1. ↑  Biro Pusat Statistik, Jakarta, 2011.